# Cours de linguistique génerale
Cours de linguistique générale (Giáo trình Ngôn ngữ học Đại cương) là một tác phẩm có tầm ảnh hưởng lớn, được Charles Bally và Albert Sechehaye soạn, dựa vào các bài giảng của nhà ngôn ngữ học Ferdinand de Saussure tại Đại học Genève vào thời gian giữa năm 1906 và 1911. Tác phẩm này được xuất bản vào năm 1916 sau khi Saussure mất và được xem là nền tảng của luận thuyết cấu trúc học, một tiền đề tiếp cận tạo nên sự thăng hoa trong ngôn ngữ học ở châu Âu và Mỹ trong nửa đầu thế kỷ 20. Mặc dù Saussure chỉ chuyên về ngôn ngữ học lịch sử nhưng giáo trình này của ông đã xây dựng một luận thuyết ký hiệu học rất phổ dụng. Vào năm 1996, một bản thảo, sau này xuất bản với tựa đề Writing in General Linguistics, được tìm thấy có thủ bút của chính ông.